# Ephedra strobilacea
Espèce
Statut de conservation UICN

 LC  : Préoccupation mineure
Ephedra strobilacea est une espèce de plantes gnétophytes (gymnospermes, classe des Equisetopsida) de la famille des Ephedraceae, originaire d'Asie centrale.

## Taxinomie

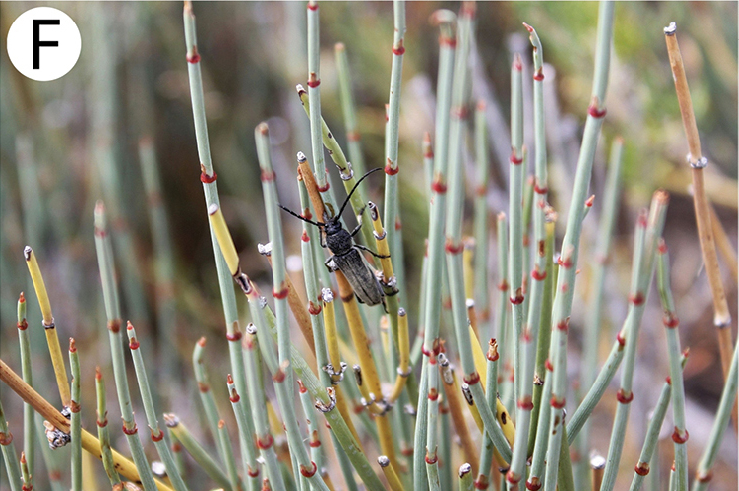
Port de la plante.

L'espèce Ephedra strobilacea a été initialement décrite par Alexander von Bunge en 1852 et classée dans la section Alatae, tribu des Tropidolepides par Otto Stapf en 1889. En 1996, Robert A. Price a maintenu cette espèce dans la section Alatae mais sans reconnaître une tribu

### Synonymes
Selon The Plant List (1 janvier 2020) :
- Ephedra strobilacea subsp. strobilacea

### Liste des sous-espèces
Selon World Checklist of Selected Plant Families (WCSP) (1 janvier 2020) :
- Ephedra strobilacea subsp. microbracteata (Ghahr.) Freitag & Maier-St. (1994)
- Ephedra strobilacea subsp. strobilacea